# 고성공룡나라휴게소
고성공룡나라휴게소(Goseong Service Area)는 경상남도 고성군 대가면에 위치한 통영대전고속도로의 고속도로 휴게소이다. 양방향 모두 존재한다. 주소는 대전방향이 경상남도 고성군 대가면 통영대전고속도로 32, 통영방향이 경상남도 고성군 대가면 통영대전양양고속도로 29이다.

## 시설
- 주차장
- 화장실
- 수유실
- 화물휴게소 : 있음
- 주유소:알뜰주유소(양뱡향)
- LPG 충전소:GS칼텍스(대전방향),SK가스(통영 방향)
- 전기차충전소
- 브랜드매장 : 엔젤리너스
- 현금 자동 입출금기

## 전후
대전방향
| 다음 지점     | ← | 현재 지점          | ← | 이전 지점     |
| ------------- | - | ------------------ | - | ------------- |
| 고성 나들목   | ← | 고성공룡나라휴게소 | ← | 연화산 나들목 |
| 고속도로 기점 | ← | 고성공룡나라휴게소 | ← | 산청휴게소    |

대전방향
| 다음 지점     | ← | 현재 지점          | ← | 이전 지점     |
| ------------- | - | ------------------ | - | ------------- |
| 고성 나들목   | → | 고성공룡나라휴게소 | → | 연화산 나들목 |
| 고속도로 기점 | → | 고성공룡나라휴게소 | → | 산청휴게소    |